# Guerra otomano-mameluca (1485-1491)
Una guerra otomana-mameluca va tenir lloc del 1485 al 1491, quan l'Imperi Otomà va envair els territoris del Soldanat Mameluc a Anatòlia i Síria. Aquesta guerra va ser un esdeveniment essencial en la lluita otomana per a la dominació del Orient Pròxim. Després de múltiples trobades, la guerra va acabar en un punt mort i es va signar un tractat de pau el 1491 en què es restablia l'statu quo ante bellum. Va durar fins que els otomans i els mamelucs van tornar a anar a la guerra el 1516–1517; conflicte en el qual els otomans van derrotar els mamelucs.

## Antecedents
La relació entre els otomans i els mamelucs va ser adversària: els dos estats van apostar pel control del comerç d'espècies i els otomans aspiraven a posar fi al control de les ciutats santes de l'Islam. Tanmateix, els dos estats estaven separats per una zona coixí ocupada per estats turcmans com ara els Karamànides, Aq Qoyunlu (també anomenats els turcmans de l'ovella blanca), Ramazànides i Dulkadírides, que van canviar regularment la seva fidelitat d'un poder a l'altre. No obstant això, tant l'historiador venecià Domenico Malipiero com el cronista otomà Tursun Beg denuncien que, fins al 1468, Mehmet II tenia previst fer una campanya contra els mamelucs a Síria, la qual cosa només es va evitar per la negativa de cooperar entre Uzun Hasan i els Karamànides, portant a la invasió i eventual annexió del seu estat per Mehmet.
Quan Baiazet II va pujar al tron otomà el 1481, el seu germà Gem, que gaudia de gran suport a Anatòlia, es va aixecar i va lluitar amb ell pel tron. Després de ser derrotat en la batalla, va buscar primer refugi als Ramazanoğulları, i des d'allà va passar als dominis mamelucs. Tot i que els mamelucs van negar a oferir-li cap suport militar, aquest acte va despertar l'hostilitat de Baiazet, que es va fer més gran quan els mamelucs van apoderar-se d'un ambaixador otomà que tornava de Dècan amb un ambaixador indi i regals per al sultà otomà.

## Operacions
El conflicte va començar quan Bozkurt de Dulkadir (també anomenat Alaüddevle), governant dels Dulkadírides, va atacar la ciutat mameluca de Malatya, amb el suport de Baiazet. Els mamelucs van lluitar i, tot i que van perdre una primera batalla, van acabar derrotant Alaüddevle i els seus aliats otomans.

### Ofensiva otomana de 1485
Baiazet va llançar un atac terrestre i marítim contra els mamelucs el 1485. Dirigits pel nou governador de Karaman, Karagöz Mehmet Paixà, les forces otomanes, en gran part extretes de les tropes provincials, van sotmetre les tribus rebels Turgutlu i Vasaces i van capturar moltes fortaleses a Cilícia. L'exèrcit de Karagöz Mehmet fou derrotat pels mamelucs a la batalla fora d'Adana el 9 de febrer de 1486. Baiazet va enviar els reforços d'Istanbul, inclosos els Janissaris, sota el seu gendre Hersekli Ahmed Paixà, però l'exèrcit combinat otomà va ser derrotat de nou davant Adana el 15 de març. Karagöz Mehmet va fugir del camp, mentre que Hersekli Ahmed va ser capturat i Cilícia va tornar al control de Mameluc.

### Ofensiva otomana de 1487
El 1487, els otomans van tornar a enviar un exèrcit important format per un gran nombre d'exèrcits regulars i geníssers, ajudats per la flota i les forces de Dulkadir, i dirigits pel Gran Visir Dawud Paixà Kodja. Dawud Paixà, però, va evitar les operacions contra els mamelucs, en lloc de centrar les seves tropes en la supressió de revoltes per part de les tribus Turgutlu i Vasak, assegurant la seva rereguarda.

### Ofensiva otomana de 1488

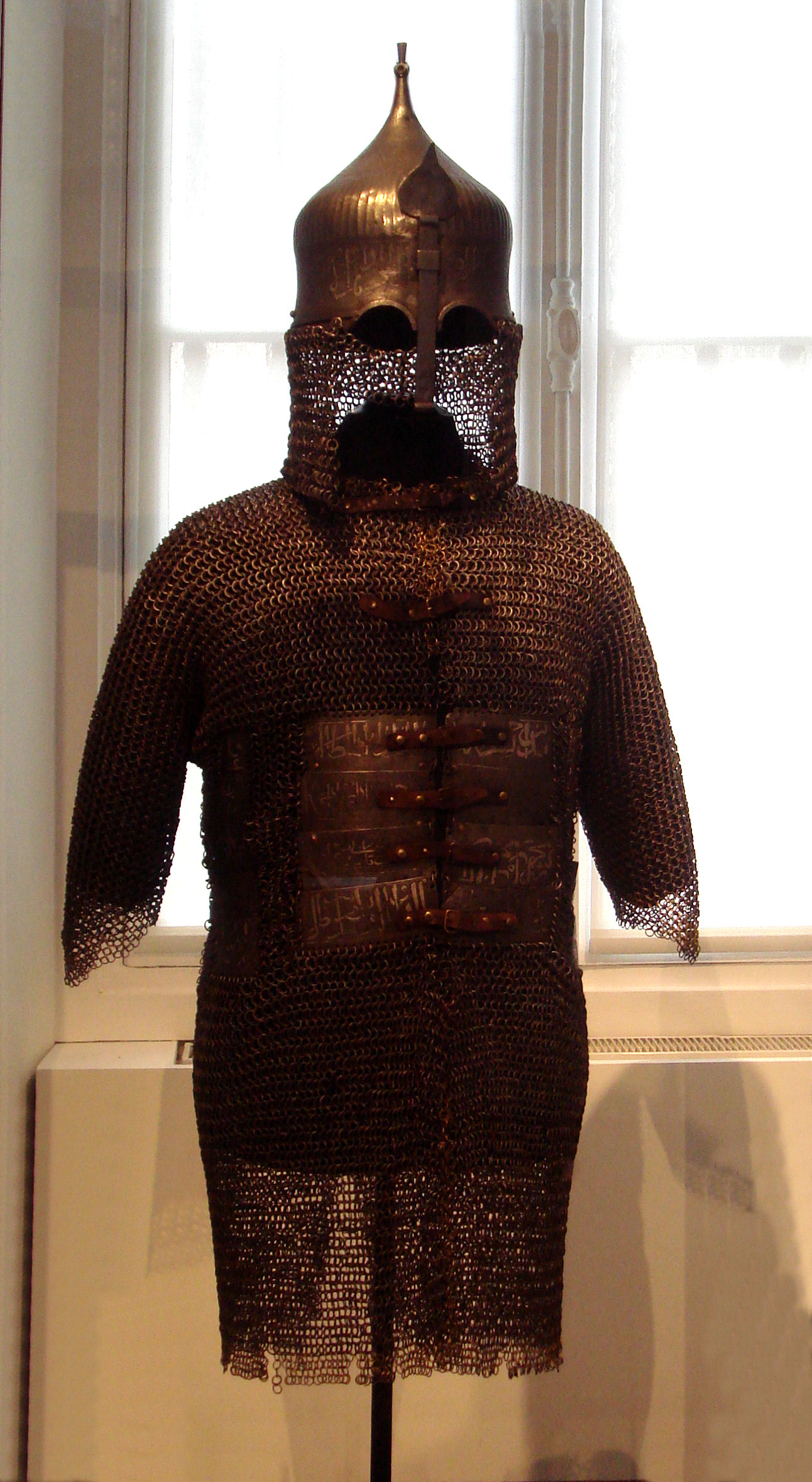
Armadura otomana (1480-1500), Musée de l'Armée.

El 1488, els otomans van llançar un atac important, tant per terra com per mar: la marina estava dirigida per Hersekli Ahmed Paixà, alliberat de la captivitat, i l'exèrcit pel governador de Rumèlia, Khadim Ali Paixà. En aquesta ocasió, els otomans van demanar als venecians l'ús del port de Famagusta per abastir les seves tropes per mar, però els venecians van rebutjar la sol·licitud i fins i tot van enviar una flota a Xipre per protegir-se d'un desembarcament otomà. Els mamelucs també van buscar ajuda naval de les potències italianes; no obstant això, també van ser rebutjades. La flota otomana es va traslladar llavors a Alexandretta, amb l'esperança d'interceptar les forces mameluques quan sortien de Síria, mentre que l'exèrcit otomà, amb un nombre d'uns 60.000 homes, va assegurar el control de Cilícia. Tanmateix, una altra gran tempesta va destruir la flota i els mamelucs van poder avançar a Cilícia. Els dos exèrcits es van reunir a Ağaçarıyı prop d'Adana el 26 d'agost de 1488. Inicialment, els otomans van avançar a la seva esquerra, però el seu propi flanc dret va ser retrocedit. Quan els soldats karamànides van fugir del camp de batalla, els otomans es van veure obligats a retirar-se, de manera que van atorgar el camp i la victòria als mamelucs.
L'exèrcit otomà es va retirar a Karaman per reagrupar-se, on patirien més víctimes d'atacs de les tribus turcmanes. La majoria dels seus comandants provincials van ser convocats a Constantinoble i empresonats a fortalesa de Rumèlia. Mentrestant, els mamelucs van assetjar Adana, que va caure al cap de tres mesos. Hersekli Ahmed Paixà va aconseguir una victòria menor en destruir un destacament mameluc, però Cilícia estava en mans mameluques. Més important encara, els aliats turcmans otomans van començar a avançar cap als mamelucs, inclòs Alaüddevle, restablint així una línia d'estats coixí orientats a Mameluc al llarg de la frontera.

### Ofensiva mameluca de 1490
El 1490, els mamelucs tornarien a l'ofensiva, avançant a Karaman i posant setge a Kayseri. Tan aviat com Hersekli Ahmed Paixà va marxar contra ells amb un exèrcit de socors, però van aixecar el setge i van tornar a Cilícia. En aquest moment els mamelucs estaven cansats de la guerra i de la seva forta càrrega financera, mentre que els otomans es mostraven preocupats per una possible croada dirigida contra ells. Així, ambdues potències estaven desitjoses de resoldre el conflicte inconclusiu. Es va signar un tractat que va fixar la seva frontera mútua a la Porta del Ferro a les muntanyes del Taure, deixant la plana cilíaca als mamelucs.

### Anàlisi
Els otomans van poder prevaler sobre els mamelucs al mar, però a la terra els mamelucs van resistir amb èxit els otomans, gràcies a la seva corda de fortaleses a Anatòlia i Síria, i els principats coixí del Beilicat Dulkadir, dirigits per Bozkurt de Dulkadir centrats a Elbistan i Maras. Els otomans eren una potència militar més forta, però es van veure afeblits per dissensions internes i per la falta d'un lideratge fort centralitzat per part del sultà Baiazet, que va romandre a Constantinoble.
Durant tot el conflicte, l'exèrcit de Mameluc es va caracteritzar per l'ús d'una brillant cavalleria nòmada a més d'un exèrcit convencional, mentre que els otomans confiaven només en un exèrcit convencional, amb cavalleria lleugera combinada amb unitats d'infanteria.

### Impacte sobre la península Ibèrica
La dinastia nassarita de Granada va buscar ajuda otomana contra l'atac dels reis de Castella i Aragó (Reis Católics), però el sultà Baiazet només va poder enviar un suport limitat a causa de la seva implicació en el conflicte otomà-mameluc. Es van establir relacions entre els nassaries i els otomans, i una flota sota Kemal Reis va ser, tanmateix, enviada a les costes d'Espanya. El suport otomà va acabar sent insuficient, provocant en part la caiguda de Granada el 1492.

## Conseqüències
Amb la fam i la pesta s'estengué, el mes de maig del 1491 s'acabà tancant un tractat de pau, amb els mamelucs continuant sent una poderosa entitat contra els otomans, tot i que estaven econòmicament esgotats. Els límits entre les dues potències es van mantenir essencialment inalterats.
L'oposició entre els otomans i els mamelucs va romandre en situació d'aturada durant els inicis del segle xvi, fins que el poder mameluc va ser rebutjat dramàticament per la incursió dels portuguesos a l'oceà Índic a partir del 1505, i va amenaçar així les rutes tradicionals de comerç de Mameluc i una important font d'ingressos, i que va provocar la catastròfica guerra portuguesa-Mameluc. L'Imperi Otomà finalment assumiria el sultanat de Mameluc el 1517, després de la guerra otomana-mameluc de 1516-1517.